# Forskønnelsen
Foreningen til Hovedstadens Forskønnelsen (tidligere: Forskønnelsen) er en forening, der virker for æstetisk forskønnelse og tillige ofte bevaring af bygninger i København. Foreningen er stiftet den 9. maj 1885 af blandt andre brygger Carl Jacobsen, fabrikant Ludvig Bing og billedhugger Vilhelm Bissen.
Foreningens formål er at arbejde for at bevare og øge Hovedstadens skønhed samt forbedre dens miljø. Som led i formålets opfyldelse arbejder Foreningen for at bevare historiske og karakteristiske bygninger og miljøer, ligesom Foreningen søger at fremme nye tidstypiske bygningsværker, byrum og parker på højt arkitektonisk og kunstnerisk niveau
Formålet søges endvidere fremmet ved at skabe større fortrolighed med, og interesse for, byens arkitektoniske og andre byæstetiske værdier, ved at skabe debat om byens udvikling og ved at være talsmand overfor offentlige myndigheder og andre i disse spørgsmål.
I 2010 udkom en 125-jubilæumspublikation, Forskønnelsens Kort over København. Foreningen udgav tidligere bladet Hovedstaden (oprindeligt: Forskønnelsen). 

## Bestyrelsens sammensætning 2023
- Jenny Bendix Becker, formand
- Ida Præstegaard, næstformand
- Annesofie Becker
- Charlotte Felding
- Martin Zerlang
- Jacob Bloch
- Amalie Strømberg Loft
- Anders Brøgger
- Leif Hansen

## Præmieringer
Foreningen diplomerer hvert år en eller flere bygninger, initiativer, ildsjæle eller byrum, som virker til hovedstadens udvikling og forskønnelse.

### 1923
- Det Kongelige Biblioteks Have (Thorvald Jørgensen, Johannes Magdahl Nielsen og J.P. Andersen)

### 1963
- Brøndby Rådhus (Svenn Eske Kristensen)

### 1969
- Kildeskovshallen, Gentofte (Karen og Ebbe Clemmensen)

### 2000
- Unibank A/S nye hovedsæde, Christiansbro (Henning Larsen Architects)
- Havnebussen i Københavns Havn
- Havneparken ved Islands Brygge (Poul Jensen og Annelise Bramsnæs)
- Ribersborg Kallbadhus i Malmø

### 2001
- Flytning og restaurering af Vilhelm Lauritzens lufthavnsterminal, Kastrup Lufthavn (Vilhelm Lauritzens Tegnestue)
- Ombygning af vandflyverhangaren på Margretheholm (Dorte Mandrup)
- Renovering af Skydebanegade
- Café Jorden Rundt

### 2007
- Multihallen ved Nyboder Skole, Københavns Kommune. [2]
- Skuespilhuset (Det Kongelige Teater, Lundgaard & Tranberg Arkitektfirma, Kulturministeriet)
- Sluseholmen (Bygherrerne for de otte holme: Finansgruppen A/S (Bøgholm og Hjortholm), Sjælsø Gruppen A/S (Birkholm og Kidholm), JM Danmark A/S (Egholm og Askholm) og Nordicom A/S (Lindholm og Fyrholm) samt to koordinerende arkitektfirmaer Arkitema og Gröning Arkitekter)[3]

#### Initiativpriser
- Custom House
- Den Grønne Sti
- Lys over Højbro Plads
- Karriere Bar
- Kongens Haves Perspektivplan 2007
- Sjakket

#### Æresnål
- Arkitekt MAA Poul Jensen Arkiveret 6. november 2018 hos  Wayback Machine

### 2008
- DR Koncerthuset (Jean Nouvel)
- Sømærk, boligbyggeri i Sydhavnen (Tegnestuen Vandkunsten)
- Pladsen ved Indre Bys Medborgerhus i Ahlefeldtsgade (Mogens A. Morgen Arkitekter med Eduard Troelsgaard og 1:1 Landskab)
- Fornyelsen af Fælledparken
- Åbuen – den nye broforbindelse over Åboulevarden (Dissing + Weitling og Schønherr Landskab)

### 2009
- Det hvide boligkompleks på Havneholmen (Lundgaard & Tranberg)

### 2010
- Tietgens Ærgrelse (Tony Fretton og Realdania)

### 2011[4]
- Kulturhus Nordvest [5] (COBE / Transform)[6]
- ByBi
- Rigsarkivets Grønne Tage v. Schønherr
- Havnebusserne v. Movia og Københavns Kommune
- Vandkunsten SKY
- Hans Peter Hagens, arkitekt MAA, for sit arbejde med Torvehallerne

### 2012[7]
- Fornyelse af Fælledparken GHB landskabsarkitekter og bygherre Københavns Kommune)

- Faurschou Foundation
- Foreningen Sjællandsgade Bad
- Supercykelstier v. Københavns Kommune
- Gunvor Auken for sit arbejde med Sjællandsgade Bad
- Erling Edlund Andersen for sit arbejde med villaerne på Bjerregaardsvej med sideveje i Valby

### 2013[8]
- Restaurering af Den franske ambassade Frédéric Didier, 2BDM og Den Franske stat
- KMC Nordhavn, Center for Miljø og By & Havn)
- Vinhanen, Baggesensgade, v. Julia Rodrigues, Thomas Berg von Linde, Jacob Breinholt Schou og Mette Louise Johnsen
- Overlæge og sekretær i Havnelauget, Susanne Bro, for sit arbejde med Københavns Havnebassin og Kgs. Enghave Brygge.

### 2014[9]
- Novo Nordisk Naturpark, Henning Larsen Architects, Skælskør Anlægsgartnere og Novo Nordisk
- Billedhuggerbænk på Børnehusbroen af Anders Krüger v. Marianne Levinsen Landskab og Københavns Kommune
- Udvidelse og ombygning af Den Frie Udstillingsbygning og Günter Vogt
- Tulipangrundsaktivisterne (Christian Saxe, Bo Sinding, Jon Plougmann og Peter Thorning Christensen) for deres arbejde med Tulipangrunden

### 2015[10]
- Drømmegavl i Valby af Morten Søndergaard
- Absalon ved familien Lennart Lajboschitz

### 2016[11]
- Urban Rigger (BIG, Bjarke Ingels & Jakob Sand, Udvikling Danmark)
- Pladsen på Kvæsthusmolen med tilhørende parkeringsanlæg (Lundgaard & Tranberg Arkitekter, Kvæsthusselskabet)

### 2017[12]
- Axel Towers & Axel Torv (Lundgaard & Tranberg Arkitekter, Julie Kierkegaard og ATP PFA og Industriens Pension)
- Forskerboliger i Carlsberg Byen ( Praksis arkitekter] , Kristine Jensens Tegnestue og Carlsbergfondet)
- The Silo (COBE og bygherre Klaus Kastbjerg)
- Maersk Tårnet (C.F. Møller Architects, BYGST og Københavns Universitet)

- Blomsterengen ved Kalvebod Miljøcenter v. Københavns Kommune

### 2019[13]
- Restaurering af Moltkes Palæ (Arkitekt: Bornebusch Tegnestue A/S · Leo Villadsen MAA · Bygherre: Håndværkerforeningen København)
- Karsten R. Ifversen, arkitekturredaktør, Politiken
- Nyholm
- Slagtergårdene
- Vester Remisepark
- Fiskerhavnen / Stejlepladsen

### 2020[14]
- Magasinet KBH (Anders Ojgaard og redaktør Noe Habermann)
- Venligbolig Plus (Idé og koncept We Do Democracy & ONV Arkitekter · Arkitekt: ONV arkitekter · Bygherre: Frederiksberg Forenede Boligselskaber Ingeniør: Øllgaard Rådgivende Ingeniører A/S · Landskabsarkitekt: VEGA landskab · Bygherrerådgiver: Holteprojekt A/S)
- Charlottetårnet (Arkitekt: Lundgaard & Tranberg · Bygherre: H.S. Kryolitentreprise · A/S Ingeniør: COWI A/S · Landskabsarkitekt: Julie Kierkegaard A/S)

### 2021[15]
- Frihedsmuseet (Arkitekt: Lundgaard & Tranberg Arkitekter · Bygherre: Nationalmuseet · Landskabsarkitekter: Steen Høyer og Julie Kierkegaard · Kunstnerisk udsmykning: Steen Høyer · Lysdesign: Fortheloveoflight · Ingeniør: EKJ Rådgivende Ingeniører A/S, Dansk Energy Management A/S · Entreprenør: Arkil A/S, GK Danmark A/S, Juul & Nielsen A/S, Optimus Anlæg A/S)
- Ny indgang til Bispebjerg Kirkegård (Bygherre: Københavns Kommune · Arkitekt: VEGA Landskab · Lyssætning: Lightscapes · Ingeniør: Troelsgaard Rådgivende Ingeniører · Entreprenør: Ebbe Dalsgaard)
- Farvernes Plads - Folkets Palads (Kunstnergruppen AVPD ved Aslak Vibæk og Peter Døssing · Tegnestuen DSA ARK Studio ved Nils Hansen og Jørgen Taxholm · Tegnestuen KAAK ved Knud Aarup Kappel og Lauge Floris Larsen · Mag.art. Olivia Toftum)
- Area Aviae Mere - Ny Østergade 30/Store Regnegade 17 (Bygherre: Boll+ · Arkitekt: Praksis Arkitekter & Carsten Juel Christiansen · Landskabsarkitekt: 1:1 Landskab · Ingeniør: Henry Jessen · Entreprenør: HHM)
- Kulturarv, Tranformation og Restaurering, Institut for bygningskunst og kultur, Det Kongelige Akademi (v. arkitekt MAA, professor, ph.d. Christoffer Harlang)

### 2022[16]
- Restaurering af døre, vinduer og porte i atriumgården på Thorvaldsens Museum (Bygherre: Københavns Ejendomme og Thorvaldsens Museum Udførelse: Københavns Malerlaug · Dan Wiche Malerfirma A/S · Aage Møller & Søn A/S · Peter Munck & Søn A/S
- De Helende Haver, Bispebjerg Hospital (Arkitekt: Erik Brandt Dam Arkitekter · Landskabsarkitekt: Charlotte Skibsted Landskabsarkitekter · Ingeniør: MOE · Bygherre: Region Hovedstaden · Med støtte fra A.P. Møller Fonden)
- Amaliegaarden (Bygherre: Amaliegade 22 P/S · Ingeniør: Wissenberg A/S · Arkitekt: Arkitema Architects)
- Byen for Borgerne - STOP Lynetteholm! (v. Nicholas Woolhead)
- Havnens Hænder - bæredygtigt byggemarked, rådgivning og showroom (Mikkel Damgaard Nielsen · Karl Nørgaard · Magnus Henriques)

## Formænd gennem tiden
- 1896-1902: Martin Nyrop, arkitekt
- 1902-1905: Fritz Koch, arkitekt
- 1906-1910: Jens Møller-Jensen, arkitekt
- 1910-1912: Christian Holm, grosserer og politiker
- 1912-1919: Thorvald Jørgensen, arkitekt
- 1920-1926: Christian Holm, grosserer og politiker (igen)
- 1926-1928: Alf Cock-Clausen, arkitekt
- 1928-1929: Frands Brockenhuus-Schack, greve, museumsdirektør
- 1934-1939: Christian Holm, grosserer og politiker (igen)
- 1944-1953: Hjalmar Hess-Petersen, landsretssagfører (bestyrelsesmedlem siden 1938)
- 1987-1997: Bonnie Mürsch, advokat
- 1997-2000: Jørgen Nørgaard, tøjhandler [17] ,
- 2000-2007: Annesofie Becker, sekretariatschef
- 2007-2008: Hans Peter Hagens [18]
- 2008-2010: Simon Harboe, ph.d.
- 2010-2010: Annesofie Becker (igen)
- 2010-2013: Henrik Terkelsen, arkitekt MAA
- 2013- 2020: Jakob Lange, studiechef (bestyrelsesmedlem siden 2011)
- 2020-2022: Mathias Mentze, arkitekt MAA
- 2023-nu: Jenny Bendix Becker

## Andre kendte bestyrelsesmedlemmer
Denne liste er ufuldstændig; hjælp gerne med at udfylde den.
- 1885-1908: Hans J. Holm, arkitekt
- 1906-1912: Gotfred Tvede, arkitekt
- Caspar Leuning Borch, arkitekt
- Frants Henningsen, kunstmaler
- Jacob Hegel, forlægger
- Johan Hansen, skibsreder
- 1913-1921: Kristoffer Varming, arkitekt
- Egil Fischer, byplanlægger og arkitekt: Æresmedlem 1941
- Rolf Schroeder, arkitekt: næstformand 1929-?
- 1929-1930: Hans Henrik Schou, fabrikant
- 1929-1945: Erik Erstad-Jørgensen, havearkitekt
- 1930-1946: Hans Henrik Schou, maler og direktør
- 1934-1942: Thorvald Stauning, statsminister
- 1934-1946: Richard Lillie, rådmand
- H.P. Koch, arkitekt
- Troels Erstad, havearkitekt
- Johannes Tholle, havearkitekt [19],
- 1942-1949: Charles I. Schou, arkitekt
- 1946-1949: Henrik Halberg, ingeniør
- ?-1961: Knud Nellemose, billedhugger
- ?-1969:Eywin Langkilde, havearkitekt [20],
- 1972-2002: Jørgen V. Spärck, dr.phil. [21]
- 1989-2008: Michael Varming, arkitekt, næstformand
- 1981-1991: Mogens Didriksen, arkitekt [22]
- ?-2000: Morten Skriver, billedkunstner
- 1993-2009:Vibeke Holscher, landskabsarkitekt [23]
- 1992-2003: Bjarne Schläger, arkitekt
- Søren Dietz, museumsdirektør
- 2000-?: Kigge Hvid, direktør
- Rikke Diemer, billedkunstner [24]
- Naja Salto, billedkunstner
- Poul Jensen, arkitekt
- 2001-?: Carsten Thau, professor
- 2002-?: Flemming Friborg, museumsdirektør
- ?-2010: Stig Miss, museumsdirektør
- ?-2010: Jørgen Nordqvist, bevaringschef
- ?-2010: Kenn André Stilling, billedkunstner [25]